# Flughafen Bloemfontein

i7
i11
i13
Der Internationale Flughafen Bram Fischer (englisch Bram Fischer International Airport, IATA-Code: BFN, ICAO-Code: FABL) ist der internationale Verkehrsflughafen der Stadt Bloemfontein in der südafrikanischen Provinz Freistaat. Der Flughafen liegt in der Metropolgemeinde Mangaung und wurde nach den südafrikanischen Rechtsanwalt und Bürgerrechtler Bram Fischer benannt.

## Geschichte
Der Flughafen wurde im November 1961 eröffnet. Die Start- und Landebahnen wurden vor den Terminalgebäuden fertiggestellt, damit die südafrikanische Luftwaffe sie nutzen konnte. Er war früher als Bloemfontein International Airport bekannt. Der Flughafen wurde am 13. Dezember 2012 von Präsident Jacob Zuma bei einer historischen Veranstaltung am Flughafen offiziell in Bram Fischer International Airport umbenannt. Er hatte 2016/17 ein Passagieraufkommen von 395.452.

## Fluggesellschaften und Ziele
Vom Flughafen fliegen die Gesellschaften Airlink, CemAir und FlySafair nach Johannesburg–OR Tambo, Kapstadt und Durban.

## Verkehrszahlen
| Jahr    | Fluggastaufkommen | Flugbewegungen |
| ------- | ----------------- | -------------- |
| 2018/19 | 355.052           | 18.618         |
| 2017/18 | 396.725           | 19.665         |
| 2016/17 | 395.452           | 17.945         |
| 2015/16 | 393.471           | 17.359         |
| 2014/15 | 363.895           | 17.340         |
| 2013/14 | 382.155           | 16.702         |
| 2012/13 | 411.655           | 14.066         |

1. ↑  Die Verkehrszahlen gelten für die Geschäftsjahre, diese enden jeweils am 31. März.

## Air Force Base Bloemspruit
Die Air Force Base Bloemspruit (kurz AFB Bloemspruit) ist eine Einrichtung der South African Air Force und befindet sich neben den Flughafen an der südöstlichen Seite. Die AFB Bloemspruit teilt sich die Landebahn mit den Flughafen Bloemfontein.
Das Grundmotto der Basis lautet Ex Unite Pax ("Frieden durch Einheit").
Die Einheit ist auch für die Wartung des Militärflugplatzes in Vastrap in der Nähe von Upington verantwortlich.

### Stationierte Einheiten
- 16 Squadron – Angriff-Hubschrauber Staffel
- 87 Helicopter Flying School – Hubschraubertrainingseinheit
- 106 Squadron – Leichte Transportreserve
- 107 Squadron – Leichte Transportreserve
- 506 Squadron – Sicherheitsdienste